# Siemowit IV, Duque de Masovia

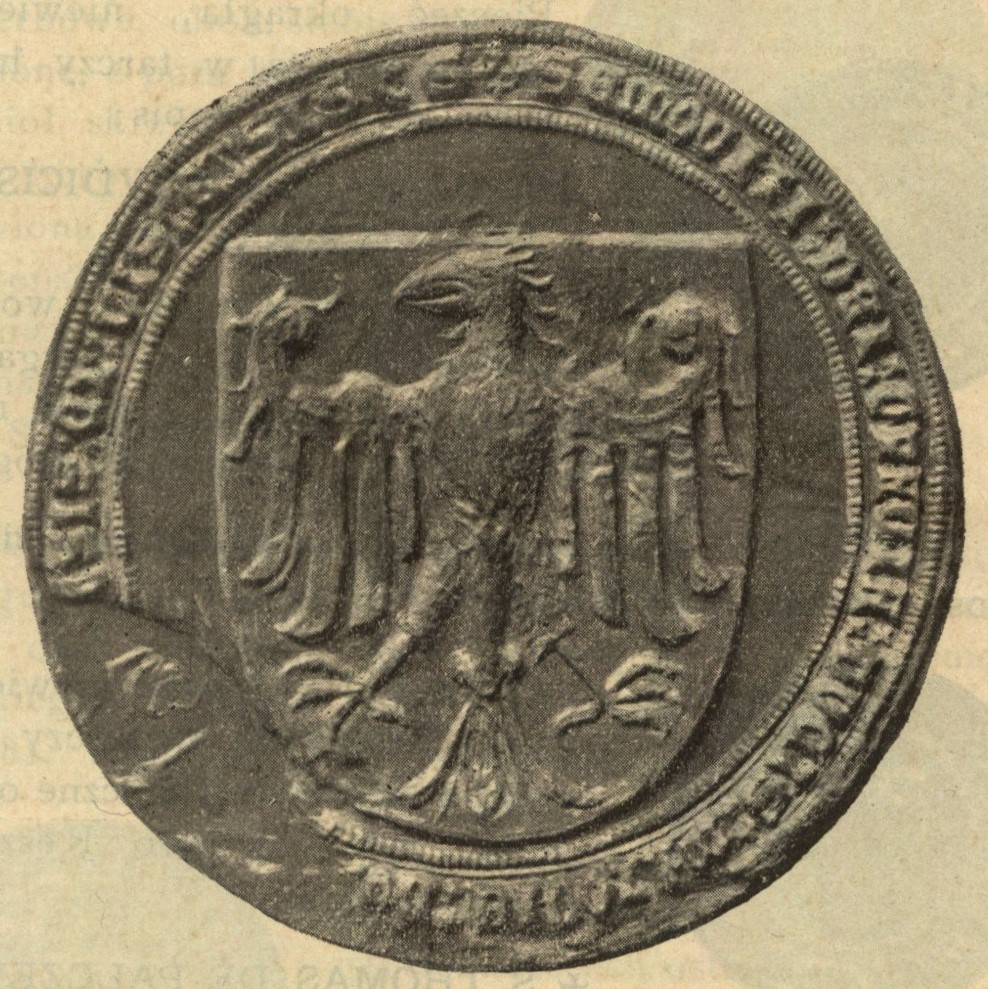
Sello de Siemowit IV

Siemowit IV (Ziemowit IV), también conocido como Siemowit IV el Joven (en polaco: Siemowit IV Młodszy; c. 1353/1356-21 de enero de 1426), era un miembro de príncipe polaco de la Casa de Piastas de la rama de Mazovia, desde 1373/74 Duque de Rawa, y después de la división de la herencia paterna entre él y su hermano en 1381, gobernante sobre Rawa, Płock, Sochaczew, Gostynin, Płońsk y Wizna, desde 1386 vasallo polaco hereditario, desde 1388 gobernante sobre Belz, durante 1382–1401 perdió Wizna y durante 1384-1399 y 1407-1411 perdió Zawkrze, durante 1384-1399  perdió Płońsk, tomada por la Orden teutónica.
Era el segundo hijo de Siemowit III, Duque de Mazovia y su primera mujer Euphemia, hija de Nicholas II de Opava.
Ya durante la vida de su padre, Siemowit IV recibió su distrito propio, Rawa Mazowiecka (ca. 1373/74), y a raíz de la partición de Mazovia entre él y su hermano mayor Janusz I tras la muerte de su padre el 16 de junio de 1381, Siemowit IV finalmente obtuvo la totalidad de sus dominios: Rawa, Płock, Sochaczew, Gostynin, Płońsk y Wizna.

## Vida
Siemowit IV tomó la opción contraria a la de su hermano mayor Janusz I, en cuanto a las relaciones con el Reino polaco - en particular, cuando intentó obtener un título de rey. Un año después de la adquisición de sus territorios, el rey Luis de Polonia y Hungría murió (10 de septiembre de 1382), surgiendo la oportunidad de presentar la candidatura a la corona, apoyado por la Gran Polonia y la nobleza de Cuyavia (centrado alrededor del poderoso Bartosz Wezenborg). Sin embargo, el difunto Rey había tomado disposiciones entre la nobleza de la Pequeña Polonia para garantizar el apoyo a su hija y heredera María y su marido Segismundo de Luxemburgo. Sin esperar un acuerdo favorable, en enero de 1383, Siemowit IV marchó a la Gran Polonia al frente de sus tropas, marcando el inicio de la Guerra Civil de la Gran Polonia.
Inesperadamente, en Buda la reina viuda Isabel de Bosnia decidió cambiar la decisión de su marido y aceptó el reinado de su hija más joven Eduviges en Polonia, en vez de María y Segismundo, que continuaron gobernando en Hungría. Esta decisión causó que varios seguidores de Siemowit IV esperaran que pudiera casarse con la joven reina (a pesar del hecho que ya estaba prometida a Guillermo de Austria) y de este modo, ambas facciones podrían reconciliarse y además esta unión con la antigua dinastía de los Piastas podría legitimar aún más el gobierno angevino.
El primer paso para implementar este plan era la candidatura formal de Siemowit IV a la corona real. Con este fin, en una reunión de nobles y pueblo en Sieradz el arzobispo Bodzanta de Gniezno, uno de sus seguidores principales, propuso la candidatura de Siemowit IV  al trono. Esta propuesta obtuvo rápidamente una extensa aprobación, y solo gracias a la decidida intervención del voivoda de Cracovia, Juan de Tęczyn, que les aconsejó abstenerse de cualquier decisión hasta la llegada de Eduviges, se abandonó la idea. La oposición de la Pequeña Polonia a la candidatura de Siemowit IV se asocia probablemente con el miedo ante el creciente papel de la Gran Polonia bajo el mando de un duque de Mazovia. Otro argumento contra esto era la emergente idea de la unión con el Gran Ducado de Lituania.
Estos acontecimientos no desalentaron a Siemowit IV, que estaba decidido a obtener la corona, incluso a la fuerza. Probablemente con el conocimiento y consentimiento del arzobispo Bodzanta, intentó secuestrar a Jadwiga y desposarla, en un acto desesperado para ganar la corona. Cuando la nobleza de la Pequeña Polonia conoció sus intenciones, cerró las puertas de Wawel a los hombres de Bodzanta, entre los que se hallaba de incógnito Siemowit IV. Igualmente, advirtieron a Jadwiga, que permaneció en la corte de su madre hasta que fuera seguro viajar.
Pese al fracaso de sus planes, Siemowit IV continuó intentando hacerse con el trono polaco. Para este propósito, después de quemar las propiedades de sus adversarios políticos en Książ, regresó a Sieradz, donde una parte de la nobleza local le proclamó Rey de Polonia. Esta vez, no obstante, el congreso carecía de autoridad real, y por esta razón, retrasó su coronación, intentando conquistar el país a la fuerza. Tras una campaña desastrosa y un asedio fallado a Kalisz (Siemowit IV solo pudo obtener Cuyavia), algunos de sus seguidores decidieron firmar un armisticio el 29 de septiembre de 1383.
La principal ventaja del alto el fuego para los polacos fue la unión de las tropas húngaras al país bajo el mando personal de Segismundo de Luxemburgo. El ataque combinado de tropas húngaro-polacas causaron que Siemowit IV desistiera de la lucha, más aún cuando su hermano Janusz optó por reconocer a Jadwiga como Reina.

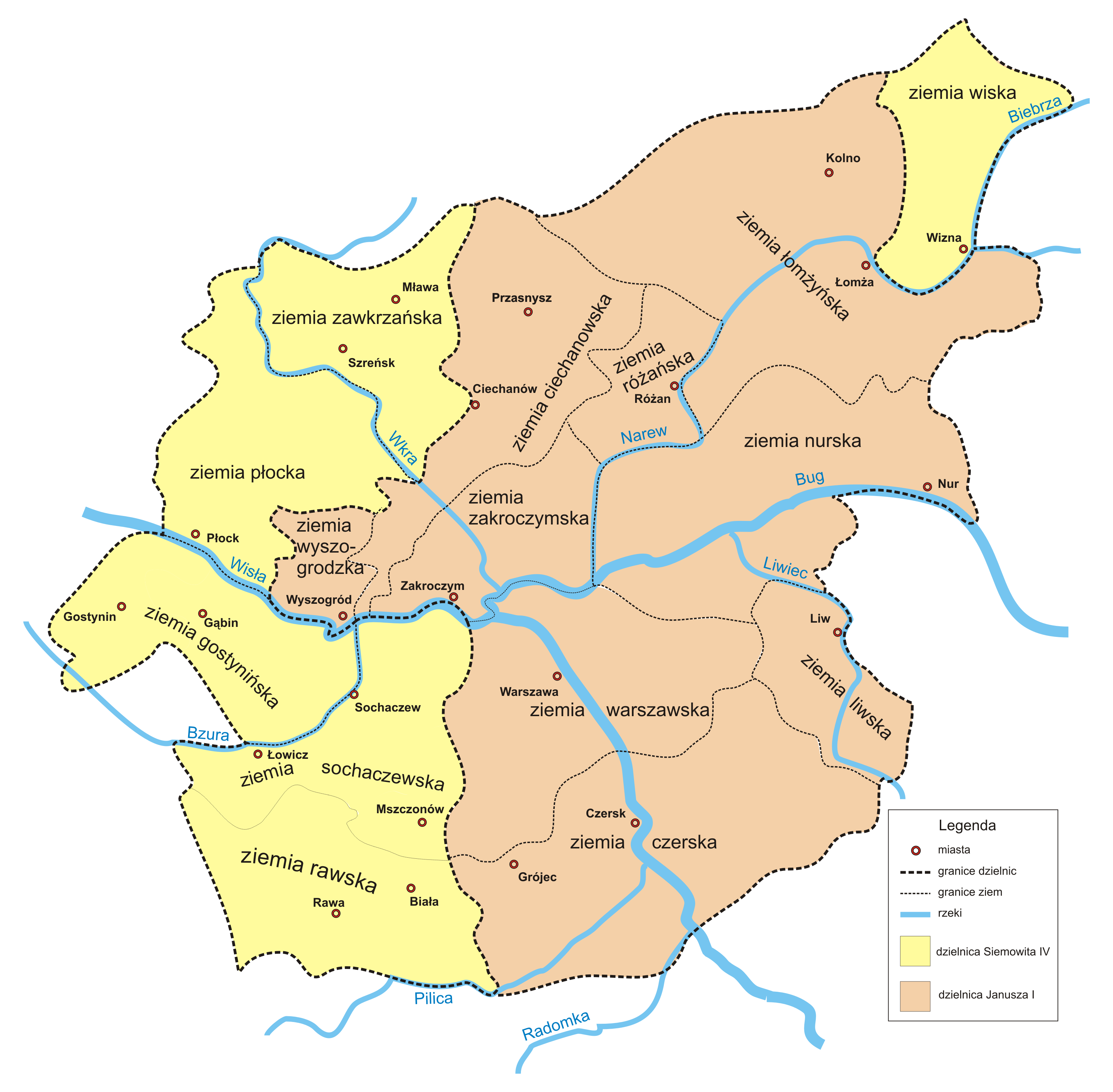
División de Mazovia (1381–1426).

La derrota de Siemowit IV redujo considerablemente el número de sus seguidores. Consiguientemente, y después de un rechazo final en octubre de 1384 de poderosa nobleza de la Pequeña Polonia a un matrimonio con Jadwiga, el duque mazovio una táctica diferente: ya que era imposible para él obtener la corona, decidió conseguir todo el territorio posible.
Esta vez, Siemowit IV tuvo éxito: a finales de 1384 logró conquistar Łęczyca. Sin embargo, pronto se dio cuenta de que, dado el poder de la unión polaco-lituana (confirmado en la Unión de Krewo), sus fuerzas eran demasiado pequeñas. Finalmente, decidió negociar la paz con Jadwiga, que se concluyó exitosamente el 12 de diciembre de 1385 con la firma de un tratado, bajo el cual Siemowit IV devolvió todas las tierras conquistadas a cambio de la suma de 10.000 marcos de plata, y lo más importante, renunció a todas sus reclamaciones a la corona polaca y presentó homenaje a la Reina Jadwiga y a su nuevo marido y Rey, Jogaila, de quien recibió el Ducado de Belz como dote de la Princesa Alejandra de Lituania, hermana de Jogaila, que se casó con Siemowit como gesto de reconciliación entre ambos bandos.
El testimonio final de la completa renuncia de Siemowit IV  fue su asistencias a las ceremonias de bautismo, matrimonio y coronación de Jadwiga y Jogaila en Cracovia. Después de estas ceremonias,  renovó su homenaje a la pareja real y se unió al séquito real en Vilna, donde participó en el proceso de Cristianización de Lituania.
Tras admitir finalmente su derrota y prestar homenaje al Rey polaco, la situación política de Siemowit IV se deterioró significativamente. Antes de la guerra, como gobernante independiente podía maniobrar efectivamente entre polacos, lituanos y la Orden Teutónica; ahora, como vasallo era percibido como aliado del Reino polaco. Además, para financiar sus políticas  necesite el dinero y muchos cronometra  hipoteque algunos de sus ámbitos al Orden teutónico, incluyendo Wizna (durante 1382-1401), Płońsk (durante 1384-1399) y Zawkrze (durante 1384-1399 y 1407-1411).
A la vista de las crecientes fricciones entre los polacos y la Orden Teutónica, Siemowit IV intentó sacar más beneficios e intervino como mediador. También, después del estallido de la guerra de 1409-1410 entre Polonia, Lituania y la Orden Teutónica, la actitud del Duque mazovio no está clara: por un lado, trató de contactar con Segismundo de Hungría y por otro lado, presionó a sus vecinos en guerra para mantener la paz. En vista del fracaso de sus intentos de lograr un compromiso, Siemowit IV finalmente envió sus tropas a la Batalla de Grunwald, pero su participación fue solo simbólica; de hecho, fue su hijo Siemovit V el que puso en el campo dos estandartes de sus propias tropas y luchó junto a las tropas 'reales' polacas y lituanas. Para mantener relaciones amistosas con la Orden Teutónica,  les proporcionó fondos durante la campaña; a cambio, la Orden devolvió Zawkrze a Siemowit IV, pese al hecho de que bajo la Paz de Thorn no estaban obligados a hacerlo.
A pesar de su subordinación oficial a Polonia, Siemowit IV trató de dirigir su política extranjera de manera independiente. Esto quedó plasmado en sus frecuentes contactos con el Rey húngaro Segismundo, el cual, deseoso de contar con un vasallo polaco de su lado entregó al duque mazovio las ricas prebendas del Obispado de Veszprém y otras posesiones en Hungría.
Las relaciones de Siemowit IV con Polonia, pese a algunas fricciones provisionales causadas por su política demasiado independiente (llegó a cuñar sus propias monedas) fueron amistosas, pese a que no cumplió sus deberes como vasallo, y solo envió tropas a Polonia ocasionalmente cuando era requerido para hacerlo. Otro gesto de amistad con el rey Vladislao II es el hecho de que usó a las hijas de Siemowit IV  en matrimonios políticos y apoyó a su hijo Alejandro en su carrera eclesiástica.
En política doméstica, Siemowit IV continuó la reestructuración económica iniciada bajo el mando de su padre. Para este propósito, además de los estatutos ya existentes, implantó la ley de Kulm en varias de sus ciudades y promovió la colonización de Belz por la nobleza Mazovia.
Después de 1420 Siemowit IV, debido a su ceguera progresiva, dio entrada gradual en el gobierno a sus hijos adultos. En 1425, la disputa por la elección de su Canciller Stanisław z Pawłowic como Obispo de Płock no aportó nada bueno a Mazovia, y solo forzó a sus hijos Siemowit V y Casimir II a una humillante rendición.
Siemowit IV murió el 21 de enero de 1426 en Gostynin y fue enterrado en la cripta Ducal de la catedral de Plock.

## Matrimonio y descendencia
En 1387, Siemowit IV desposó a Alexandra (m. 20 de abril de 1434), una princesa lituana, hija de Algirdas, Gran Duque de Lituania, y su segunda mujer, Uliana de Tver. Tuvieron trece hijos:
- Siemowit V (1389 - 17 de febrero de 1442).
- Hedwig (ca. 1392 - aft. 19 de febrero de 1439), casada después del 3 de enero de 1410 con Janos Garai, Ban de Uzora y Obergespan de Temes y Pozsega.
- Cimburgia (ca. 1394 - 28 de septiembre de 1429), casada el 25 de enero de 1412 con Ernesto I, Duque de Austria.
- Euphemia (1395/97 - antes del 17 de septiembre de 1447), casada el 20 de noviembre de 1412 con Boleslao I, Duque de Cieszyn.
- Amelia (1397/98 - después del 17 de mayo de 1434), casada el 16 de mayo de 1413 con Guillermo II, Margrave de Meissen.
- Alexander (1400 - 2 de junio de 1444), diplomático y Obispo de Trento, Obispo titular de Chur, Cardenal titular de Damasco, y Patriarca de Aquileia.
- Casimiro II (1401/3 - 15 de septiembre de 1442).
- Trojden II (1403/6 - 25 de julio de 1427).
- Władysław I (1406/9 - 11/12 de diciembre de 1455).
- Alexandra (1407/10 - ca. 1426).
- Maria (1408/15–14 de febrero de 1454), casada el 24 de junio de 1432 con Bogislaw IX, Duque de Pomerania.
- Anna (24 de abril de 1411 - antes de 7 de febrero de 1435), casada antes del 26 de mayo de 1427 con Michael Žygimantaitis, un príncipe lituano.
- Catalina (1413/16 - entre el 2 de junio de 1479/5 de julio de 1480), casada antes del 21 de agosto de 1439 con Michael Žygimantaitis, príncipe lituano (viudo de su hermana).

Entre los nietos de Alexandra y Siemowit IV figuran Federico III, Sacro Emperador Romano, Przemyslaus II, Duque de Cieszyn,  Sofía de Pomerania, Duquesa de Pomerania y Dorothy Garai, reina de Bosnia.
Antes de su matrimonio, Siemowit IV engendró un hijo ilegítimo, Miklusz (también llamado Mikołaj; nacido antes de 1387), que fue legitimado el 29 de junio de 1417 por el Emperador Segismundo. Nada más sabemos de él.